# 久屋大通公園
35°10′07.35″N 136°54′30.18″E / 35.1687083°N 136.9083833°E

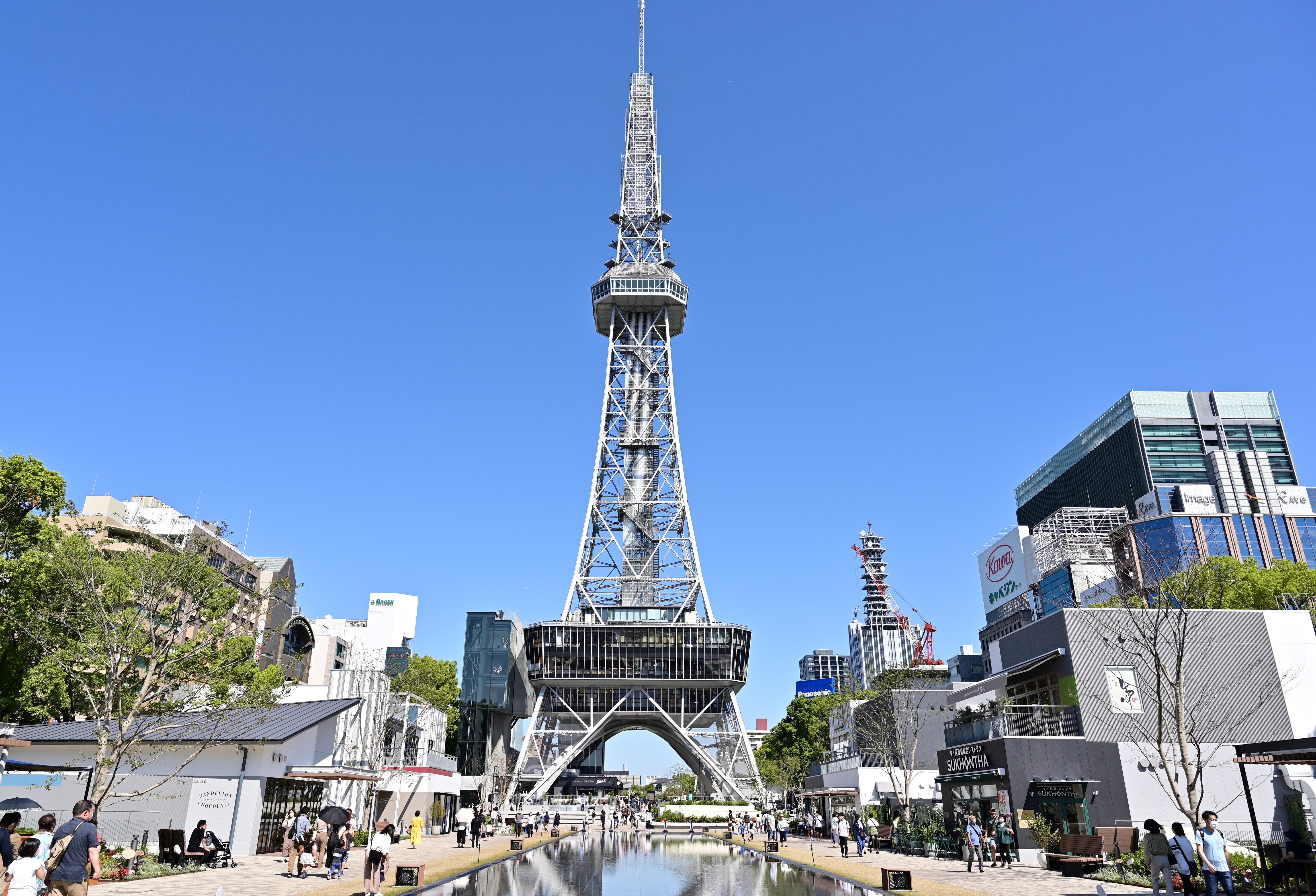
久屋大通公園

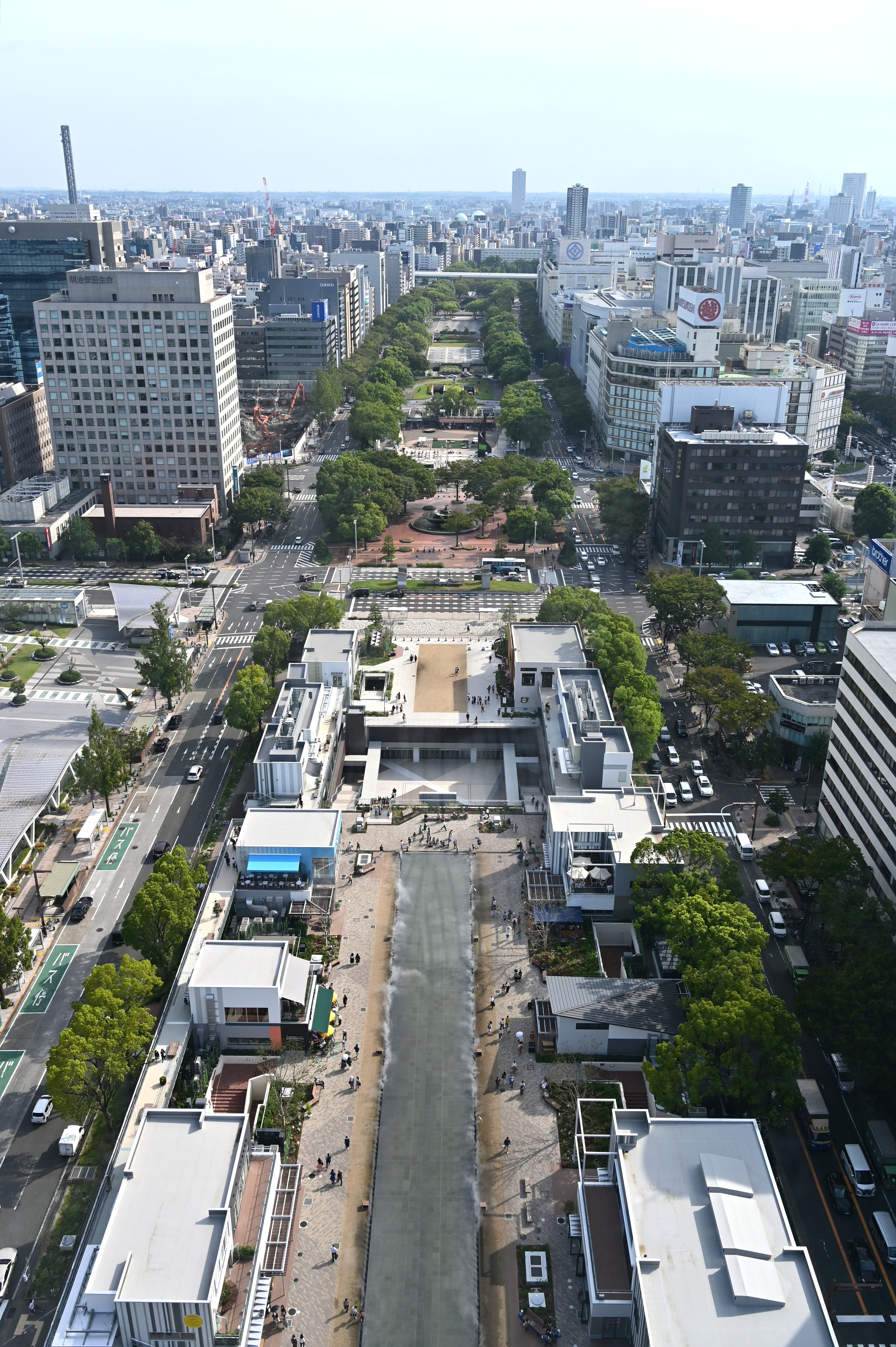
從名古屋電視塔看久屋大通公園的景色

久屋大通公園（Hisaya Ōdori Park）是一座位於日本名古屋市中心榮區的大型公園。

## 歷史
久屋大通公園是由名古屋市長在第二次世界大戰破壞後而制定的，並為了營造市中心的綠色空間。它作為一個在市中心區的中央公園和多年來一直佈置了許多樹木、噴泉和現代藝術作品，如雕塑和其他設施。該公園約2公里長，綿延大約從北到南。
名古屋電視塔是位於公園的中央。
該公園場地還舉行了每年度的名古屋節，吸引了大批遊客來到觀賞。